# Onarga
Onarga é uma vila localizada no estado americano de Illinois, no Condado de Iroquois.

## Demografia
Segundo o censo americano de 2000, a sua população era de 1438 habitantes.
Em 2006, foi estimada uma população de 1395, um decréscimo de 43 (-3.0%).

## Geografia
De acordo com o United States Census Bureau tem uma área de
3,4 km², dos quais 3,4 km² cobertos por terra e 0,0 km² cobertos por água.

## Localidades na vizinhança
O diagrama seguinte representa as localidades num raio de 16 km ao redor de Onarga.